# Joel Thomas Broyhill
Joel Thomas Broyhill (ur. 4 listopada 1919 w Hopewell, zm. 24 września 2006 w Arlington) – polityk i przedsiębiorca amerykański związany z Partią Republikańską.
W lutym 1942 roku zaciągnął się do armii Stanów Zjednoczonych i służył w Europie jako kapitan w 106. Dywizji Piechoty. Podczas ofensywy w Ardenach został wzięty do niewoli. Po sześciu miesiącach w niemieckich obozach jenieckich udało mu się uciec i dołączyć ponownie do wojsk amerykańskich. Po zakończeniu II wojny światowej przeszedł do cywila w listopadzie 1945 roku i zajął się działalnością gospodarczą w branży konstrukcyjnej i na rynku nieruchomości.
W latach 1953–1974 był przedstawicielem dziesiątego okręgu wyborczego w stanie Wirginia w Izbie Reprezentantów Stanów Zjednoczonych.